# Miguel Mikhailovich da Rússia
Miguel Mikhailovich (em russo: Михаил Михайлович), (16 de outubro de 1861 - 26 de abril de 1929) foi um filho do grão-duque Miguel Nikolaevich da Rússia e primo directo do czar Alexandre III da Rússia. Seguiu uma carreira militar, mas foi expulso da Rússia quando, em 1891, se casou com a condessa Sofia de Merenberg. Passou o resto da vida no exílio, entre a Inglaterra e a Riviera Francesa, escapando à Revolução Russa. As suas duas filhas casaram-se com aristocratas britânicos.

## Primeiros anos
O grão-duque Miguel Mikhailovich nasceu no Palácio de Peterhof, nos arredores de São Petersburgo, no dia 16 de outubro de 1861, sendo o terceiro filho e segundo rapaz das sete crianças nascidas do grão-duque Miguel Nikolaevich da Rússia e da sua esposa, a grã-duquesa Olga Feodorovna (nascida princesa Cecília de Baden). Com a alcunha de "Miche-Miche" para a família, mudou-se para Tiflis, na Geórgia, quando tinha apenas um ano de idade, quando o seu pai foi nomeado Vice-rei do Cáucaso. O grão-duque Miguel passou os seus primeiros anos e juventude nesta região, onde a sua família viveu durante vinte anos.
Teve uma educação espartana que incluía dormir em camas de campanha e tomar banhos de água fria. Foi instruído em casa por tutores particulares. A relação que tinha com os pais era problemática. O seu pai, ocupado com os seus deveres militares e políticos, sempre foi uma figura distante. A sua mãe era excessivamente exigente e uma disciplinaria fria que não demonstrava qualquer afecto aos seus filhos. Miguel sempre se ressentiu por ela o comparar desfavoravelmente ao seu irmão mais velho, Nicolau, que dizia ser mais inteligente. Miguel era visto como o menos dotado dos sete irmãos e a sua mãe considerava-o "estúpido".
Durante os seus anos no Cáucaso, o grão-duque mostrou grande aptidão para a cavalaria e iniciou a sua carreira militar. Já jovem, serviu na Guerra Russo-Turca, e chegou a Coronel. Adorava a vida militar e servia no Regimento Chasseur Egersky da guarda. Em 1882, quando Miguel tinha vinte anos, regressou com a sua família a São Petersburgo, quando o seu pai foi nomeado presidente do Conselho de Ministros. Miguel era frívolo e pouco inteligente, mas era alto e bonito. Ficou conhecido nos círculos sociais da capital, passando grande parte do seu tempo entre festas sem fim, a dançar e a jogar. O czar Alexandre III, seu primo, disse que ele era "um tolo".

## Casamento

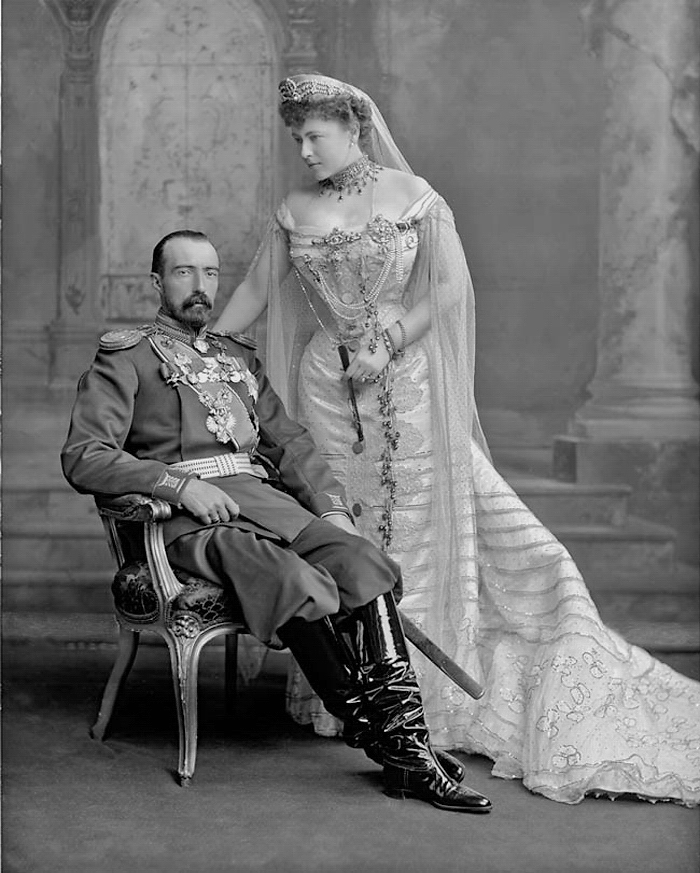
Miguel com a sua esposa, a Condessa de Torby

O grão-duque Miguel habitava o Palácio de Mikhailovsky com os seus pais em São Petersburgo, mas pretendia casar-se em breve, por isso começou a construir uma residência privada de grandes proporções da Capital Imperial. Na sua busca por uma esposa adequada pediu em casamento várias Princesas, incluindo Maria de Teck em 1886, a Princesa Irene de Hesse-Darmstadt e a Princesa Luísa do Reino Unido em 1887. Todas elas recusaram. Depois disso tentou casar-se com alguém da Nobreza Russa, o que enfureceu os seus pais. Em 1888 teve um caso com a Princesa Walewski. Posteriormente, Miguel apaixonou-se pela Condessa Katya Ignatievna, filha do antigo Ministro do Interior, Nicolau Pavlovich Ignatiev. Tentou conseguir permissão dos pais para se casar com ela e o pai chegou a acompanha-lo a uma reunião com o czar Alexandre III. Contudo, a mãe dele e a Imperatriz Maria Feodorovna conseguiram fazer com que um casamento com Katya se tornasse impossível. Olga Feodorovna opôs-se à união veementemente. "Ele tem vindo a provocar-me abertamente", escreveu a outro dos seus filhos, referindo-se à sua "falta de respeito, afecto e atenção". Para esfriar a relação, os pais de Miguel decidiram enviá-lo para o estrangeiro.
Quando estava em Nice, em 1891, o grão-duque Miguel apaixonou-se pela Condessa Sofia de Merenberg, filha do príncipe Nicolau Guilherme de Nassau e da sua esposa morganática, Natália Alexandrovna Pushkina. O avô de Sofia era o afamado poeta e escritor Alexandre Pushkin. Através dele, ela tinha ascendência negra, uma vez que era também uma descente directa de Abraão Petrovich Gannibal, um protegido de Pedro, o Grande. O grão-duque conheceu Sofia quando a salvou de um cavalo que a estava a persegui-la. Desta vez não tentou pedir a autorização necessária para se casar com ela ao czar ou aos pais, pois sabia que esta seria recusada. Os dois casaram-se em Sanremo no dia 26 de fevereiro de 1891.
O casamento não foi apenas morganatico, mas também ilegal segundo o estatuto da Família Imperial e provocou grande escândalo na Corte Russa, apesar dos antepassados dinásticos que a noiva possuía do lado do pai. O grão-duque Miguel foi desprovido de todas as suas posições militares e na Corte. Foi também proibido de regressar à Rússia para o resto da vida. Quando a sua mãe soube deste casamento, desmaiou com o choque e decidiu ir de comboio até à Crimeia para recuperar, mas no caminho teve um ataque cardíaco que a matou. Miguel seria durante muitos anos culpado pela sua morte. Banido da Rússia, Miguel não pôde estar presente no funeral da mãe.

## Exílio

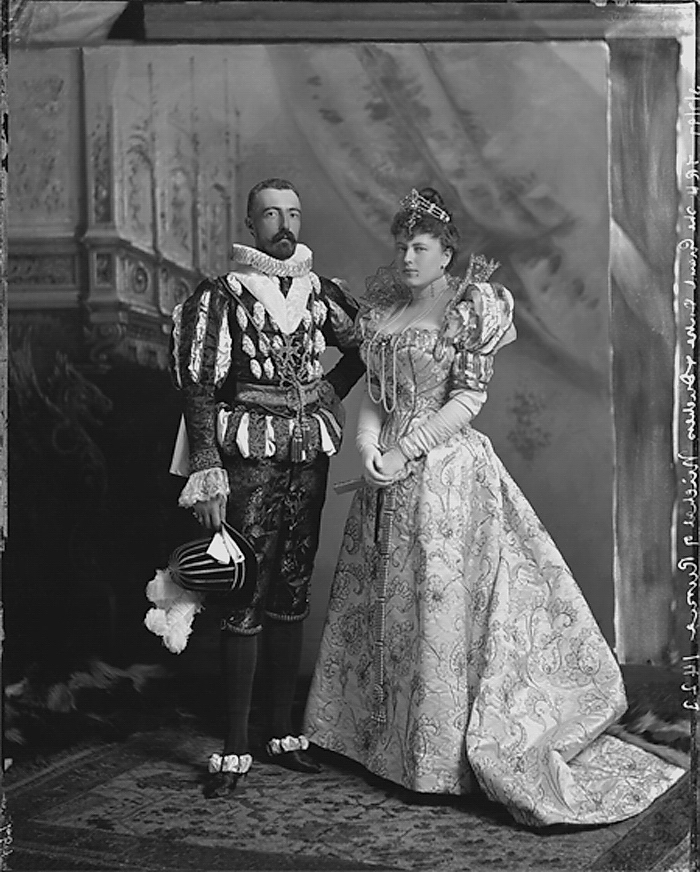
Miguel com a sua esposa.

Devido ao seu casamento morganatico, o grão-duque Miguel passou o resto da sua vida a viver no exílio entre  Inglaterra, França e a Alemanha. A sua esposa recebeu o título de Condessa Torby do seu tio, o grão-duque Adolfo de Luxemburgo. O casal começou por viver em Wiesbaden, Nassau, onde a família de Sofia tinha reinado. As suas duas filhas nasceram lá. Em 1899 mudaram-se para Cannes, onde tinham uma villa chamada Kazbek em honra de uma montanha na Geórgia e onde viviam confortavelmente. Tinham cinco lacaios, um mordomo, um criado de quarto, uma criada, uma governanta, uma criada de berçário e seis chefes de cozinha a servi-los. Miguel conseguia pagar estes luxos por ser dono de uma fábrica na Geórgia que produzia água mineral engarrafada.
Em 1900, o grão-duque Miguel arrendou Keele Hall, uma propriedade senhorial em Staffordshire, a alguns quilómetros de distância de Newcastle-under-Lyme. Durante os dez anos em que aqui habitou, Miguel entrou na alta sociedade do campo britânico e sentiu-se afortunado quando a Câmara Municipal de Newcastle-under-Lyme o honrou com a distinção de Lord Grande Intendente da região. Também visitava frequente North Berwik, uma estância de férias na costa escocesa.
Outra parte do ano era passada na sua villa no sul de França. O grão-duque foi o fundador e também presidente do Clube de Golfe de Cannes, onde jogava frequentemente durante a temporada de Inverno. No sul de França encontrava-se normalmente com os seus parentes, principalmente a sua irmã Anastásia, que tinha também uma villa perto da sua. Quando o pai de Miguel sofreu de uma apoplexia, os filhos acharam por bem que ele se mudasse para Cannes. O velho grão-duque acabou encantado pela esposa de Miguel e pelos seus filhos. A presença do seu pai, trouxe também o seu irmão mais novo, Alexandre, e a sua família à cidade francesa e o seu exemplo seria mais tarde seguido por outros grão-duques. Além da sua família mais próxima, Miguel visitava também outros membros de famílias reais europeias que passavam férias na Riviera. Na altura da Guerra Russo-Japonesa, Miguel Mikhailovich decidiu retirar a sua barba e deixou de pintar o cabelo. Era descrito como um autocrata de sangue, honesto e um defensor do protocolo.
Em 1908, Miguel publicou um romance chamado "Never Say Die" (Nunca Digas Morrer), sobre um casamento morganático, escrito em ressentimento por não ter recebido autorização para regressar à Rússia. No prefácio escreveu: "Pertencendo, como pertenço, ao Sangue Imperial, e sendo membro de uma das casas reinantes, gostaria de provar ao mundo como é errado pensar - como a maioria da humanidade sempre pensa - que somos os seres vivos mais felizes desta Terra. Sem dúvida que nos encontramos bem posicionados, mas será a riqueza a única felicidade do mundo?" Embora permanecesse "devoto" à sua esposa, Miguel continuou a apaixonar-se frequentemente por mulheres mais novas.
Quando o seu pai morreu, em Cannes, no dia 18 de dezembro de 1909, Miguel teve permissão para regressar à Rússia para assistir ao funeral; contudo, a sua esposa recusou-se a ir com ele, uma vez que ainda estava ressentido com os insultos que tinham assombrado o seu casamento anos antes. Depois de deixar Keele, o grão-duque mudou-se com a família para Hampstead, em 1909, arrendando durante muito tempo uma casa senhorial em Kenwood que pertencia ao Conde de Mansfield. Miguel tornou-se Presidente do Hospital de Hampstead, para o qual doou uma ambulância, assim como se tornaria Presidente da Sociedade Artística de Hampstead. A família vivia em esplendor, usufruindo de um lugar privilegiado na sociedade britânica. Todos os anos, o grão-duque e a sua esposa visitavam o rei Eduardo VII no Castelo de Windsor ou em Sandringham e eram muitas vezes convidados para almoços no Palácio de Buckingham.
Depois da morte de Eduardo VII, o grão-duque Miguel, pressionado pela sua esposa, tentou em vão obter um título inglês para ela. Em 1912, o rei Jorge V escreveu a Nicolau II sobre: "aquele grande tolo do Miguel, que certamente te aborrece com tantas queixas a ti como a mim." Nicolau tinha escrito a Jorge para o informar de que ele lhe tinha pedido autorização para que a sua esposa aceitasse um título britânico e que, se ele teria dado o seu consentimento caso fosse essa a intenção de Jorge. Na sua carta de resposta, Jorge realçou que "não tenho qualquer poder para conceder um título em Inglaterra a um súbdito estrangeiro e isso torna-se ainda mais impossível no caso de um grão-duque russo." Aceitando contrariado que o Grão-duque apareceria de qualquer das formas para fazer um pedido formal pelo título para a mulher, Jorge acrescentou que "não estou ansioso para a nossa reunião, porque sei que não vou ter outra alternativa se não recusar o pedido."
Não só não tiveram o título, como a posição do casal na sociedade inglesa ficou ameaçada quando nesse mesmo ano o irmão mais novo de Nicolau II, o grão-duque Miguel Alexandrovich, escolheu a Inglaterra para se exilar quando, também ele, contraiu um casamento morganático. A chegada a Inglaterra de outro grão-duque com ainda mais importância dinástica fez com que subitamente todos se lembrassem do escândalo que tinha envolvido Miguel Mikhailovich e a sua esposa. Como resultado, o casal decidiu não receber o irmão do czar e a sua esposa, sabendo que muitas outras famílias aristocráticas britânicas fariam o mesmo, o que, efectivamente, aconteceu.
Em setembro de 1912, o grão-duque Miguel teve permissão para visitar a Rússia para comemorar o centenário da Batalha de Borodino e a sua posição de coronel honorário do 49º Regimento de Brest foi restaurada.

## Últimos anos

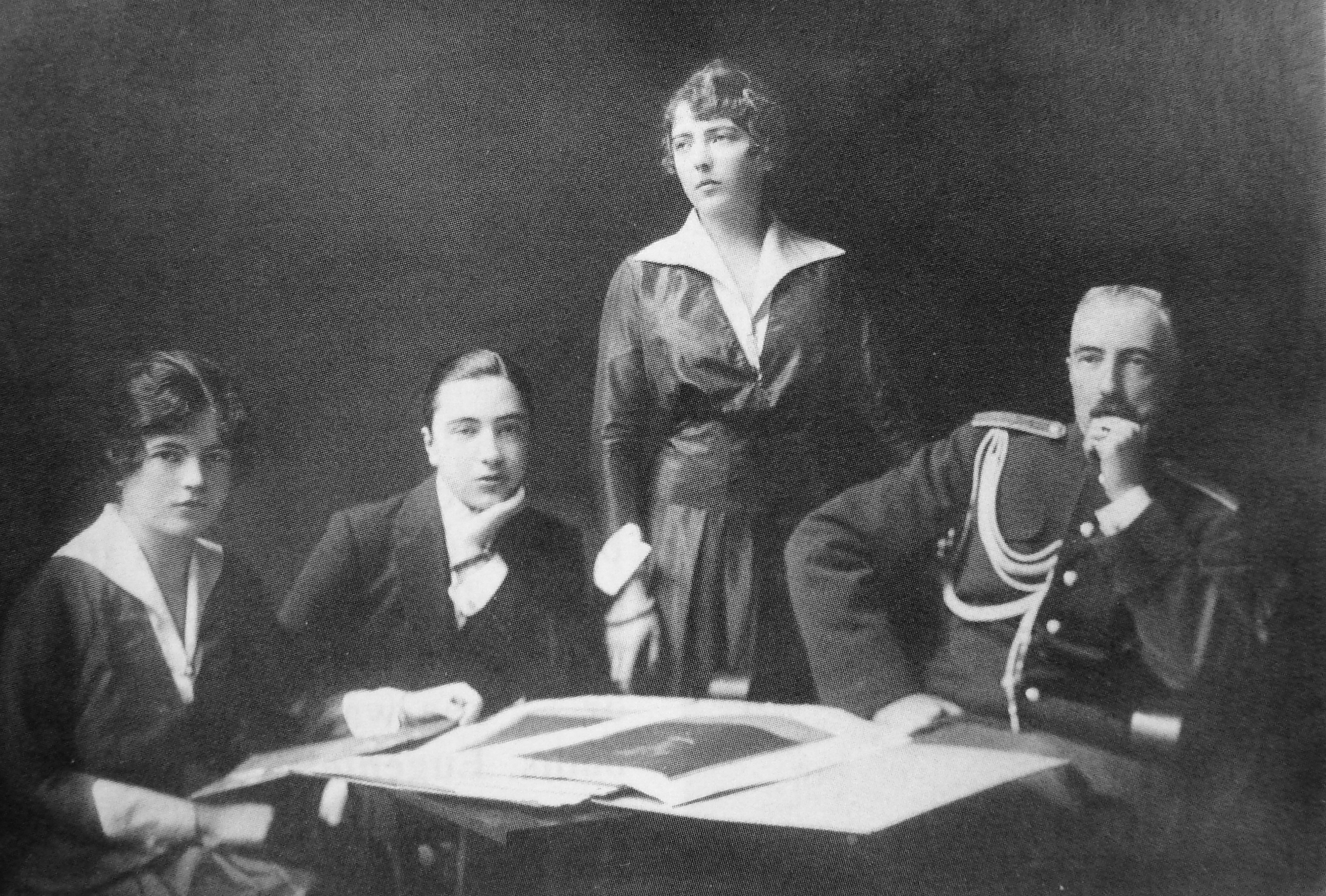
Miguel rodeado pelos seus três filhos (da esq. para a dir.) Nádia, Miguel e Anastásia

Durante a Primeira Guerra Mundial, Miguel foi nomeado Presidente da Comissão para a consolidação de ordens russas no estrangeiro, mas não foi autorizado a regressar à Rússia para servir as suas forças armadas. No dia 31 de outubro de 1916, o grão-duque escreveu ao czar Nicolau II para o avisar de que os agentes secretos britânicos na Rússia estavam a contar com uma revolução e que ele devia satisfazer as exigências da sua população antes que fosse tarde demais. Foram publicados vários excertos em francês da correspondência que Miguel mantinha com o czar, no qual ele normalmente pedia dinheiro.
Com a guerra e, mais tarde, a Revolução Russa, a situação financeira de Miguel começou a deteriorar-se. Ele perdeu grande parte do seu dinheiro, que estava guardado junto das fortunas Romanov. Teve de se mudar para uma casa mais modesta em Regent's Park. Contudo, o rei Jorge V e a rainha Mary ajudaram-no com 10,000 libras.
Em 1916 a sua filha mais nova, Nádia, casou-se com o Príncipe Jorge de Battenberg, filho mais velho do Príncipe Luís e da Princesa Vitória de Battenberg. A família Battenberg era, ela própria, nascida de um casamento morganático, mas uma cujos membros tinham podido utilizar o tratamento de "Sua Alteza Sereníssima". Contudo, um ano depois do casamento, os ramos ingleses da família Battenberg abdicaram do seu título de Príncipes e o Príncipe Jorge, que eventualmente se tornaria no 2º Marquês de Milford Havan, mudou o apelido para Mountbatten, tendo o título de Conde, sendo a sua esposa conhecida a partir de então por Condessa de Medina. Anastásia (Zia), a filha mais velha, casou-se em 1917 com o baronete Sir Harold Wenher, que era extraordinariamente rico. Estes casamentos ajudaram a elevar a perda de rendimentos das propriedades imperiais de Miguel.
O seu filho Miguel de Torby perdeu o seu emprego e foi morar com eles, mas a relação era difícil. Assim que a Primeira Guerra Mundial acabou, Miguel Mikhailovich e a sua esposa voltaram para Cannes, que não viam há seis anos. Depois de saberem da notícia das mortes de vários dos seus parentes (incluindo três dos seus irmãos: Nicolau, Jorge e Sérgio), diz-se que Miguel se tornou instável. Tinha pouca paciência e era indelicado para os criados bem como um desafio para a sua esposa.
Em 1925, o grão-duque tinha-se tornado tão problemático que o seu genro Harold o via como "perfeitamente doido". No dia 4 de Setembro de 1927 a sua esposa morreu aos cinquenta e nove anos. Jorge V escreveu uma carta amável de condolências e o Príncipe de Gales esteve presente no funeral. Em Novembro desse ano, segundo Harold, o grão-duque estava a portar-se bem novamente, uma vez que já não tinha uma esposa com quem discutir. Apenas viveu mais dois anos do que ela. Adoeceu de gripe e morreu no dia 26 de abril de 1929 em Londres, aos sessenta e sete anos. Foi enterrado junto da esposa no Cemitério de Hampstead.